# Khaled Zorkot
Khaled Zorkot  est un boxeur professionnel ivoirien  , d'origine  libanaise né le 7 mai 1969.

## Carrière
Il remporte le titre de champion d'Afrique des super welters le 5 décembre 2001 aux dépens du togolais Dick Dosseh. Puis est à son tour battu le 31 mars 2006 par le burkinabé Idrissa Kaboré.